# بنک آو امریکا کورپوریشن سنتر

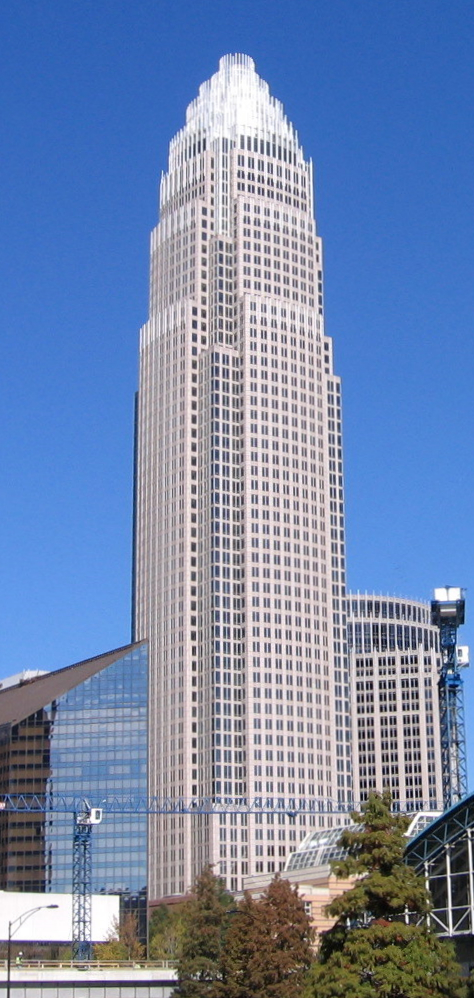
عکسی از بنک آو امریکا کورپوریشن سنتر

بنک آو امریکا کورپوریشن سنتر، (به انگلیسی: Bank of America Corporate Center) آسمان‌خراش ۶۰ طبقه به ارتفاع ۲۶۵ متر، با کاربری اداری است، که در شهر شارلوت، کارولینای شمالی، ایالات متحده آمریکا مستقر می‌باشد. پروژه ساخت این ساختمان در سال ۱۹۸۹ آغاز شد و در سال ۱۹۹۲ تکمیل و افتتاح گردید. بنک آو امریکا کورپوریشن سنتر ساختمان شعبه مرکزی بنک آو امریکا می‌باشد.